# Setsuko Hara
Setsuko Hara (原節子, Yokohama, 17 juni 1920 - Kamakura, 2015) was een Japanse actrice. Ze werd vooral bekend van haar rol in Tokyo Monogatari (Tokyo Story). Ze speelde in veel van de in haar tijd beroemde Japanse films, en werkte onder meer met Akira Kurosawa en Yasujirō Ozu.

## Leven en eerste werk

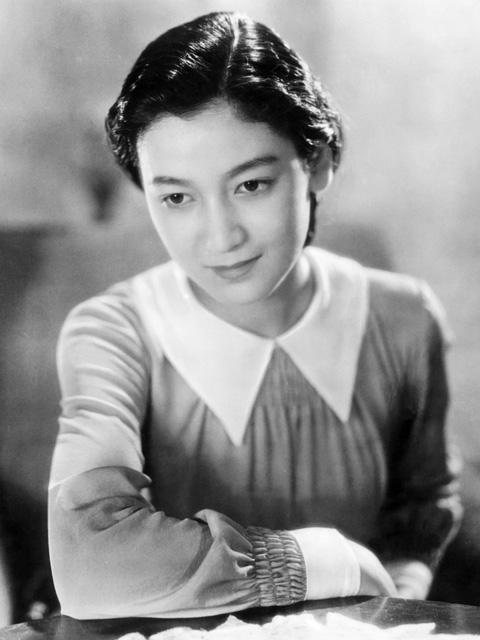
Setsuko Hara in Die Tochter des Samurai

Setsuko Hara werd geboren op 17 juni 1920 in Yokohama als Masae Aida. Ze begon al op jonge leeftijd met acteren onder het pseudoniem Setsuko Hara. Een van haar eerste rollen speelde ze op 16-jarige leeftijd in Kōchiyama sōshun (Priest of Darkness) in 1936, net voor de Tweede Wereldoorlog. Tijdens het filmen van Priest of Darkness werd ze gezien door de Duitse filmregisseur Arnold Fanck. Met Arnold Fanck maakte Setsuko Hara in 1936 de film Die Tochter des Samurai. Deze film werd slecht ontvangen in Japan, vanwege de vele verkeerde interpretaties van het Japanse leven, verbonden met nationaalsocialistische ideeën, maar maakte haar beroemd. Hierdoor werd ze het gezicht in een aantal propagandafilms, als de vrouw die thuis de zaken regelt terwijl haar man aan het front vecht. Tijdens de promotietour voor Die tochter des Samurai kwam Setsuko Hara onder meer in Berlijn, Parijs en Hollywood. Waar film in Japan als een tweederangs vermaak werd gezien, beneden kabuki, zag ze hoe in Europa en Hollywood film en filmregisseurs en acteurs als volwaardige kunstvorm werden beschouwd. Dit vormde haar idee over filmkunst.

## Carrière na de Tweede Wereldoorlog
Na de Tweede Wereldoorlog werd Setsuko Hara een van de bekendste Japanse actrices. Ze was een enorme ster in Japan en een icoon van de Japanse cinema. Hedendaagse critici beschrijven haar rollen in haar films na de Tweede Wereldoorlog als sterke autonome vrouwelijke personages, vaak gevangen tussen sociale verwachtingen van de Japanse samenleving en de persoonlijke verlangens van individuen in het Japan van na de oorlog. Regisseur Yasujirō Ozu vond haar de perfecte vertolker van een vrouw in een doorsnee huishouden. Het grote publiek adoreerde vooral haar uiterlijk en haar rol als plichtsgetrouwe echtgenote. Setsuko Hara zelf vond de filmrol van vrouwen in het gezin en echtgenotes niet zo aansprekend en wilde graag rollen spelen van zelfverzekerde vrouwen.

### Samenwerking met Kurosawa en Ozu
Setsuko Hara werd vooral beroemd door haar samenwerkingen met de regisseurs Akira Kurosawa en Yasujirō Ozu. Met Kurosawa maakte ze onder meer No Regrets for Our Youth (Waga Seishun ni Kuinashi) en The Idiot (Hakuchi), naar de roman van Fjodor Dostojevski. Haar rol van rebelse dappere vrouw in No Regrets for Our Youth was ongekend voor Japan in die tijd en werd een sensatie. In The idiot verplaatste Kurosawa het verhaal van Dostojevski naar Hokkaido. De studio vond de film te lang en knipte 100 minuten weg van de film en verving die door tekstblokken met een korte samenvatting.

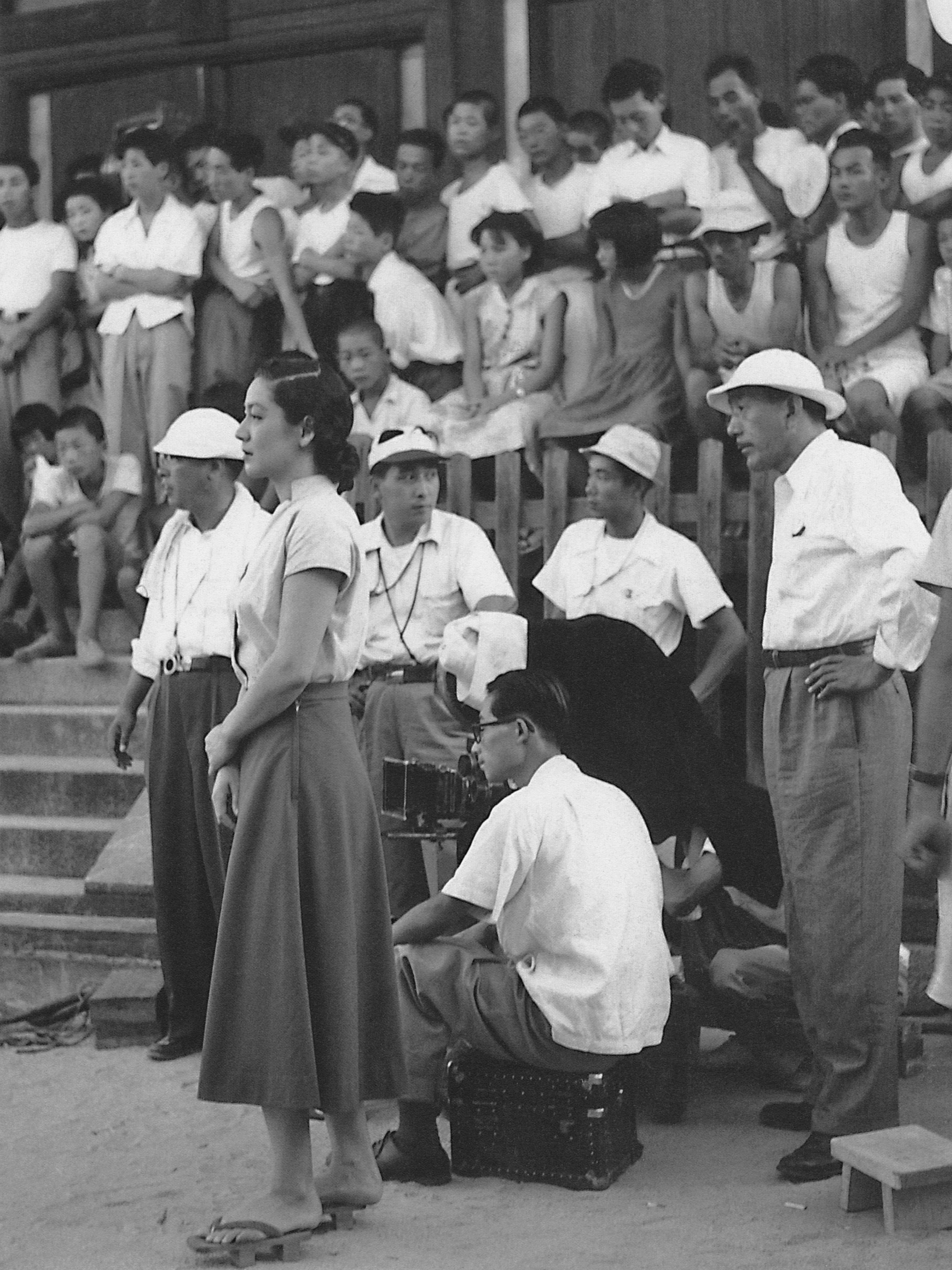
Setsuko Hara en Yasujiro Ozu op de set van Tokyo Story

Setsuko Hara werkte 12 jaar samen met Yasujirō Ozu. Ze maakte in totaal zes films met Ozu. Ozu en Hara legden het dagelijks leven van de Japanse middenklasse nauwgezet vast via portretten van huwelijken, gezinnen en familie, een genre dat shomin-geki of Shoshimin-eiga wordt genoemd. Het bekendst is de 'Noriko-trilogie', Banshun (Late spring) uit 1949, Bakushū (Early summer) uit 1951 en Tokyo Story uit 1953. In deze drie films speelde Setsuko Hara steeds een vrouw die Noriko heette, maar telkens een ander personage is: in Late summer de dochter van een gepensioneerde professor, in Early Spring een ongetrouwde dochter voor wie een huwelijk gearrangeerd moet worden en die uiteindelijk op haar eigen gronden trouwt en in Tokyo story de schoondochter van een ouder echtpaar dat hun kinderen in Tokyo bezoekt. Late Spring en Tokyo Story worden gezien als twee van de beste films ooit gemaakt. 

### Ander werk na de Tweede Wereldoorlog
Ze speelde niet alleen portretten van middenklassevrouwen: in Tokyo twilight speelde Sezuko Hara de rol van een oudere zus die haar man heeft verlaten en met haar peuter bij haar jongere zus inwoont en in Fundoshi Isha uit 1960 de rol van een aan gokken verslaafde vrouw die de kimono van haar man verpandt om aan geld te komen. Ook speelde ze in Yama no oto (Sound of the Mountain), een adaptatie van de roman van de Nobelprijswinnaar Yasunari Kawabata.

## Einde carrière en latere leven
Setsuko Hara's laatste film was weer een samenwerking met Yasujirō Ozu, The End of Summer uit 1961. Deze film spiegelt Late spring. In The End of Summer speelt Sezuko Hara een weduwe met een jonge dochter waar huwelijkskandidaten voor worden gezocht. Ze was een grote ster in Japan, maar trok ze zich een jaar na deze film terug uit het openbare leven. Ze trok zich terug in Kamakura, waar ze woonde tot haar dood in 2015.

## Films (Selectie)
Een selectie uit de films waar Setsuko Hara in meespeelde:
| Jaar | Internationale titel             | Titel (Orgineel)          | Regisseur      | Rol             |
| ---- | -------------------------------- | ------------------------- | -------------- | --------------- |
| 1946 | No Regrets For My Youth          | Waga seishun ni kui nashi | Akira Kurosawa | Yukie Yagihara  |
| 1949 | Late spring                      | Bashun                    | Yasujirô Ozu   | Noriko Somiya   |
| 1951 | Early summer                     | Bakushû                   | Yasujirô Ozu   | Noriko Mamiya   |
| 1951 | The idiot                        | Hakuchi                   | Akira Kurosawa | Taeko Nasu      |
| 1951 | Repast                           | Meshi                     | Mikio Naruse   | Michiyo Okamoto |
| 1953 | Tokyo Story                      | Tôkyô monogatari          | Yasujirô Ozu   | Noriko Hirayama |
| 1954 | Sound of the mountain            | Yama no Oto               | Mikio Naruse   | Ogata Kikuko    |
| 1957 | Tokyo Twilight                   | Tokyo Boshoku             | Yasujirô Ozu   | Takako Numata   |
| 1960 | Late autumn                      | Akibiyori                 | Yasujirô Ozu   | Akiko Miwa      |
| 1961 | The end of summer / Early autumn | Kohayagawa-ke no aki      | Yasujirô Ozu   | Akiko           |